# Oaks (Shropshire)
Pour les articles homonymes, voir Oaks.
Oaks est un village du Shropshire, en Angleterre.